# 克魯森島
克魯森島（英語：Cruzen Island）是南極洲的島嶼，位於瑪麗伯德地，處於蘭德冰川終點東北面80公里，在1940年由美國研究隊發現，現時由南極條約體系管理。